# Dąbrówka-Stany
Dąbrówka-Stany – wieś w Polsce położona w województwie mazowieckim, w powiecie siedleckim, w gminie Skórzec. Ma status sołectwa.
W latach 1975–1998 miejscowość administracyjnie należała do województwa siedleckiego.
W Dąbrówce-Stanach znajduje się kaplica Kościoła Starokatolickiego Mariawitów pochodząca z 1915, która należy do parafii Wniebowzięcia Najświętszej Maryi Panny w Żeliszewie Dużym.
Znajdują się tam dwa sklepy spożywcze, remiza strażacka, świetlica wiejska i Szkoła Podstawowa gruntownie przebudowana w latach 2018-2020.
We wsi działa założona w 1917 jednostka Ochotniczej Straży Pożarnej. Posiada wóz bojowy GBA 2,5/16 Star 244. W 2020 roku strażacy pozyskali fabrycznie nowy samochód ratowniczo-gaśniczy GBA 3,5/27 Iveco EuroCargo.

## Historia

### Początki
Wieś wyodrębniła się Dąbrówki Wielkiej (obecnie Dąbrówka Stara) na początku XVI wieku. Pierwsze wspomnienie o wsi miało miejsce w 1535 roku pod nazwą ,,Dambrowka Stani". W późniejszych latach wieś pojawiała się pod takimi nazwami jak: ,,Sthany" (1540), ,,Stany" (1541), ,,Dambrowka Szthany" (1563). W 1567 roku po raz pierwszy pojawiła się obecna nazwa miejscowości. Miejscowość znajdowała się w powiecie liwskim. Wieś należała do Parafii Wniebowzięcia Najświętszej Maryi Panny w Niwiskach.. Wieś może być tożsamą z Dąbrówką Małą, niezidentyfikowaną osadą leżącą w jej pobliżu. Jednak nie ma podstawy źródłowej by jednoznacznie powiązać obie miejscowości. 

### Nazwa
Nazwa "Dąbrówka" pojawia się w XV-wiecznych "Rocznikach" Długosza. Kronikarz wspomina, że z lasu obok tej wsi wypływa rzeka Kostrzyń, dopływ Liwca. W istocie źródła tej rzeki znajdują się dalej na południowy wschód - niedaleko Domanic.
Nazwa "Stany" może nawiązywać do istnienia we wsi w średniowieczu postoju dla koni. Być może ów postój służył podróżnym w drodze do odległego o około 20 km grodu w pobliżu współczesnej wsi Grodzisk. Ponieważ gród ten powstał (i został zniszczony) w XI wieku, możliwe że wówczas powstały również Stany.